# Tardets-Sorholus
Tardets-Sorholus (baskisch Atharratze Sorholüze) ist eine französische Gemeinde mit 579 Einwohnern (Stand 1. Januar 2022) im Département Pyrénées-Atlantiques in der Region Nouvelle-Aquitaine. Sie gehört zum Arrondissement Oloron-Sainte-Marie und zum Kanton Montagne Basque (bis 2015 Hauptort des Kantons Tardets-Sorholus). Der Ort liegt am rechten Ufer des Flusses Saison.

## Geografie
Tardets-Sorholus ist Teil der baskischen Provinz Soule. Nachbargemeinden sind: Barcus im Norden, Alos-Sibas-Abense und Trois-Villes im Westen, Montory im Südwesten, Laguinge-Restoue im Süden.

## Geschichte
Der Ortsname Tardets tritt in der Vergangenheit auf als: Tardedz (1249), Tardetz (13. Jahrhundert), Tarzedz (1310), Tardix (1692).
Der Ortsname Sorholus tritt in der Vergangenheit auf als Sorholüze.
Tardets und Sorholus wurden am 17. April 1859 zu einer Gemeinde zusammengelegt.

## Bevölkerungsentwicklung
- 1962: 1107
- 1968: 0915
- 1975: 0818
- 1982: 0787
- 1990: 0704
- 1999: 0656
- 2006: 0613
- 2015: 0557

## Sehenswürdigkeiten
- Kirche Saint-Pierre in Tardets (19. Jahrhundert)
- Chapelle de la Madeleine auf dem gleichnamigen Berg (793 m) über dem Ort Barcus

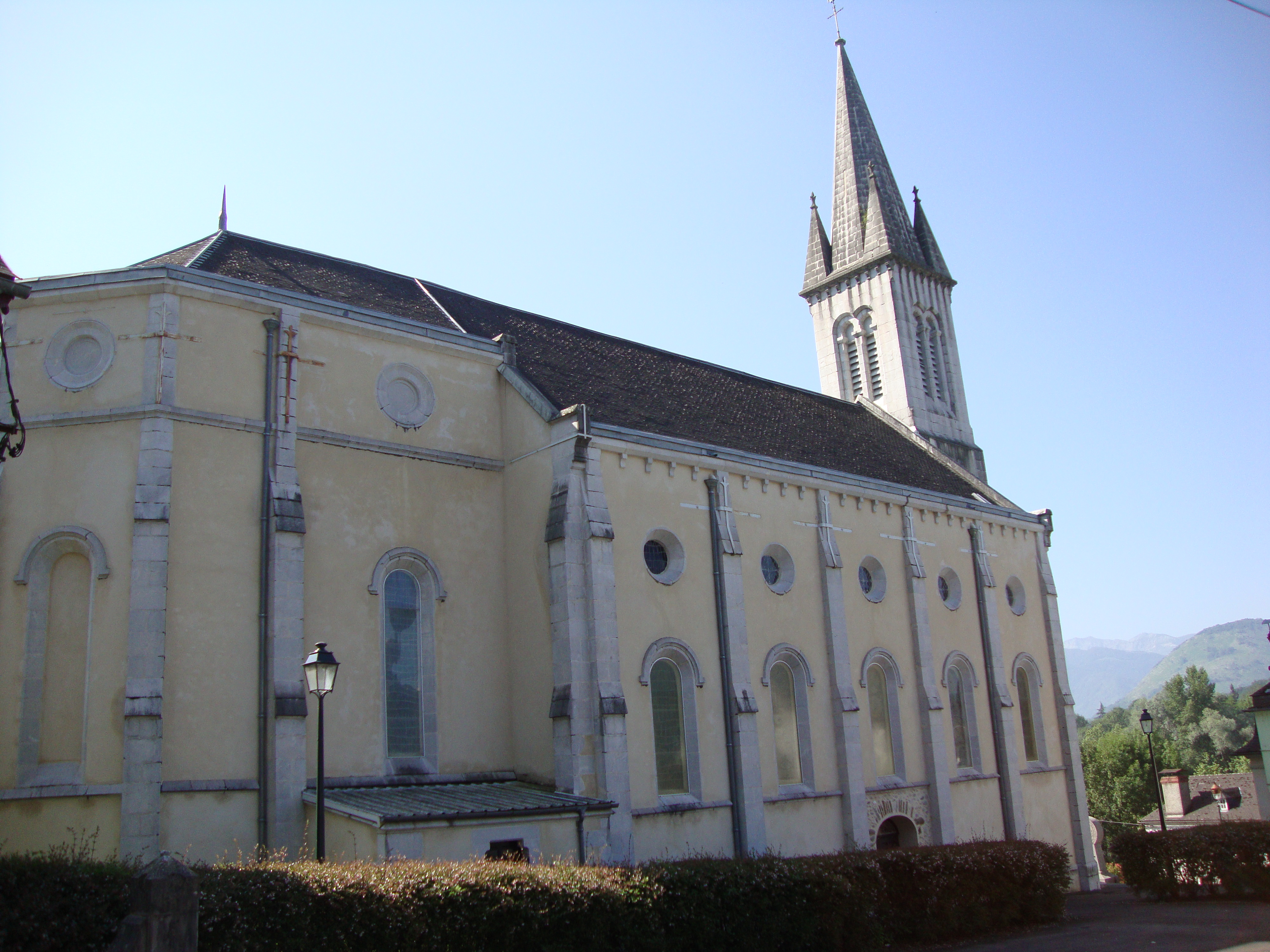
Kirche
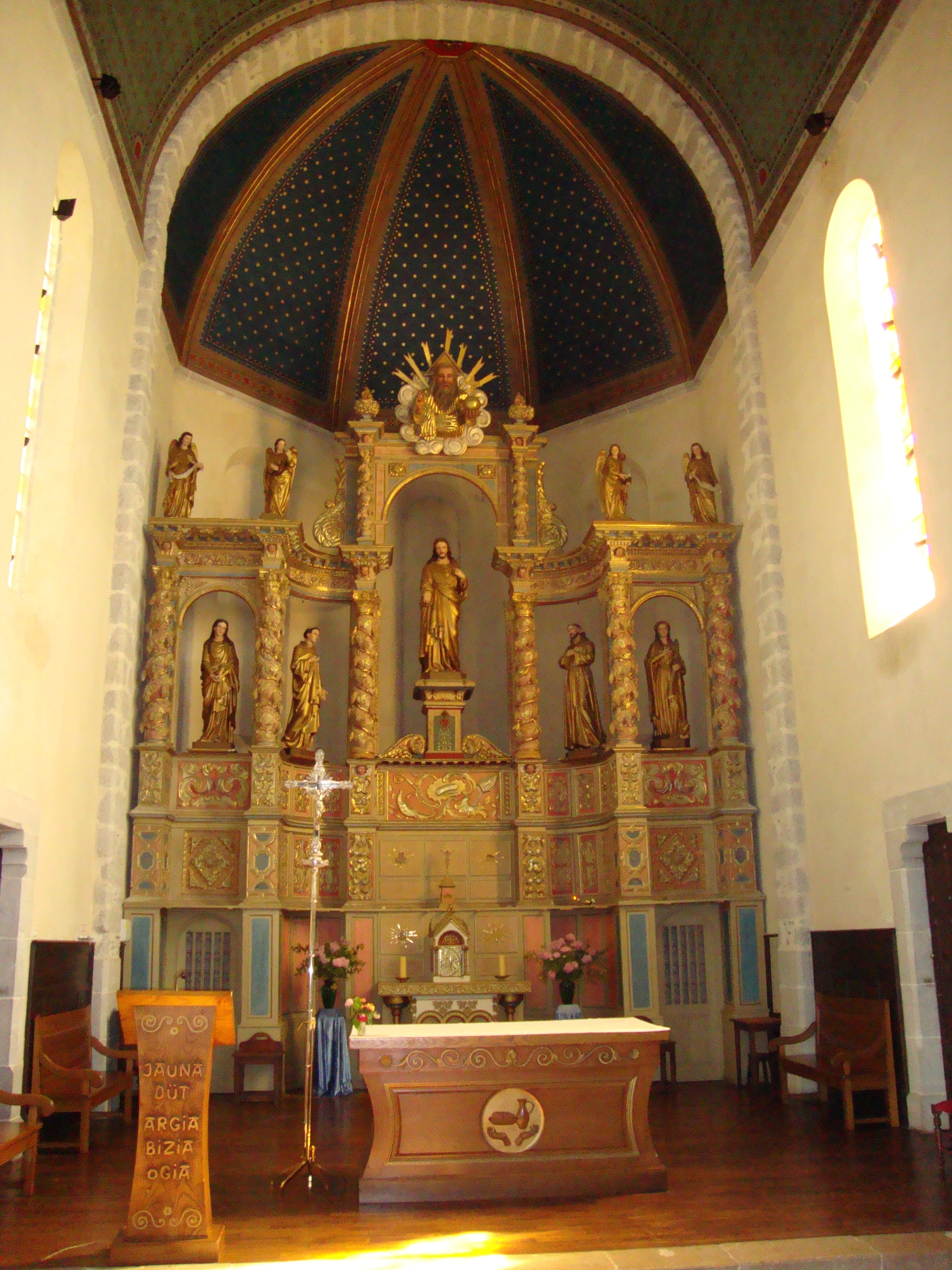
Chorraum